# Evghenița, Bolgrad
Evghenița (în ucraineană Євгенівка, transliterat: Ievhenivka, în bulgară Евгеновка, transliterat: Evghenovka) este un sat în comuna Borodino din raionul Bolgrad, regiunea Odesa, Ucraina.

## Demografie
Componența lingvistică a localității Evghenița
     Bulgară (68,7%)
     Română (15,52%)
     Rusă (9,28%)
     Ucraineană (5,44%)
Conform recensământului din 2001, majoritatea populației localității Evghenița era vorbitoare de bulgară (68,7%), existând în minoritate și vorbitori de română (15,52%), rusă (9,28%) și ucraineană (5,44%).